# John Talbot, 1. Viscount Lisle
John Talbot, 1. Viscount Lisle (* um 1426; † 17. Juli 1453 in Castillon, Frankreich) war ein englischer Adliger und Militär.

## Leben
Talbot war ein jüngerer Sohn des John Talbot, 1. Earl of Shrewsbury, der älteste aus dessen zweiter Ehe mit Lady Margaret Beauchamp, Tochter des Richard Beauchamp, 13. Earl of Warwick.
Er hatte 1444 das Amt des Friedensrichters für Shropshire inne. Er wurde mit dem Gut und Anwesen Kingston Lisle in Berkshire (heute Oxfordshire) belehnt. Am 26. Juli 1444 wurde er durch Writ of Summons ins House of Lords des Englischen Parlament berufen und dadurch zum erblichen Baron Lisle erhoben. Am 30. Oktober 1451 wurde er auch zum Viscount Lisle erhoben.
1453 wurde er auch in den Kronrat berufen. Im selben Jahr begleitete er seinen Vater nach Frankreich, wo dieser Kommandeur des englischen Heeres im Hundertjährigen Krieg war. Er fiel am 17. Juli 1453 genauso wie sein Vater in der Schlacht bei Castillon, bei einer tollkühnen Kavallerieattacke auf die verschanzte französische Artillerie.

## Ehe und Nachkommen
Nach 1443 heiratete er Joan Chedder, Tochter des Sir Thomas Chedder, Gutsherr von Cheddar in Somerset. Mit ihr hatte er zwei Töchter und einen Sohn:
- Thomas Talbot, 2. Viscount Lisle († 1470);
- Elizabeth Talbot, 3. Baroness Lisle (um 1452–1487);
- N.N. Talbot († 1475).